# Telchac Puerto (kommun)
Telchac Puerto är en kommun i Mexiko.   Den ligger i delstaten Yucatán, i den östra delen av landet, 1 000 km öster om huvudstaden Mexico City. Antalet invånare är 1 726. Arean är 174 kvadratkilometer.
Terrängen i Telchac Puerto är mycket platt.
Följande samhällen finns i Telchac Puerto:
- Telchac Puerto